# سینما دانش (قوچان)
سینما دانش قوچان یک سینما در شهر قوچان، ایران است.
این سینما پس از بازسازی و نوسازی در سال ۱۳۹۴ بازگشایی شده‌است.